# Rogersville (Nuovo Brunswick)
Rogersville è un villaggio del Canada, situato nella provincia del Nuovo Brunswick.